# Adolfo Domínguez

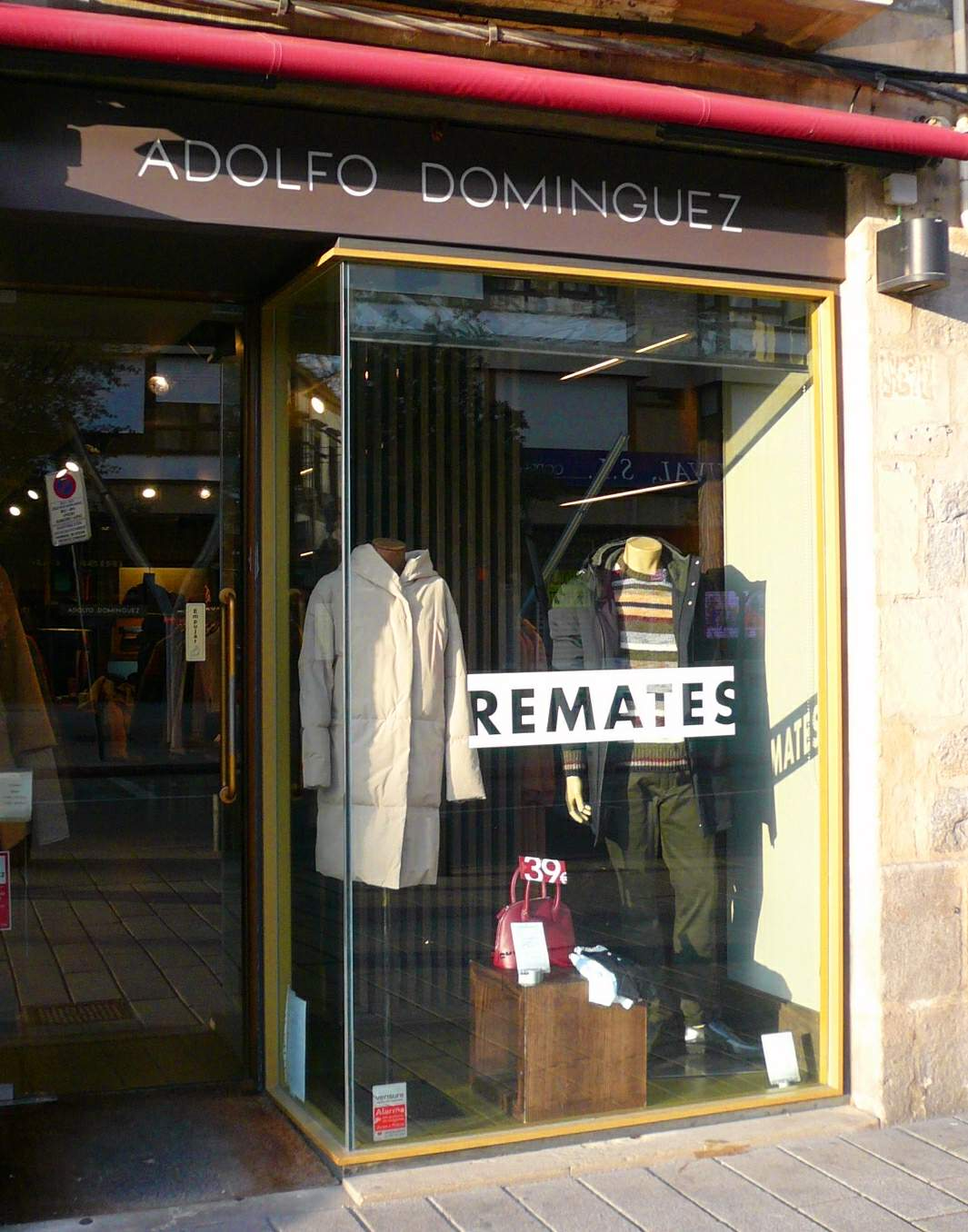
Filiale in Vitoria-Gasteiz, 2020.

Adolfo Domínguez Fernández (* 14. Mai 1950 in Puebla de Trives, Ourense) ist ein spanischer Unternehmer und Modeschöpfer.
Er studierte Design und Filmkunst in Paris, mit weiteren Studien in London.
In den frühen 1970er Jahren übernahm der Designer die Schneiderei seines Vaters und eröffnete 1973 sein erstes eigenes Geschäft in Ourense. Sechs Jahre später startete Dominguez eine Kampagne mit dem Slogan „La arruga es bella“, damit begann seine Karriere. In den achtziger Jahren gründete er neue Filialen in Spanien und im Ausland. Im Jahr 1997 wurde die Firma Adolfo Dominguez S.A. als erstes spanisches Designer-Unternehmen an der spanischen Börse notiert.
Adolfo Dominguez S.A. hat derzeit ein Netz von rund 400 Filialen, davon 98 außerhalb Spaniens. Jahresumsatz rund 182 Millionen Euro.